# 密特拉火山口

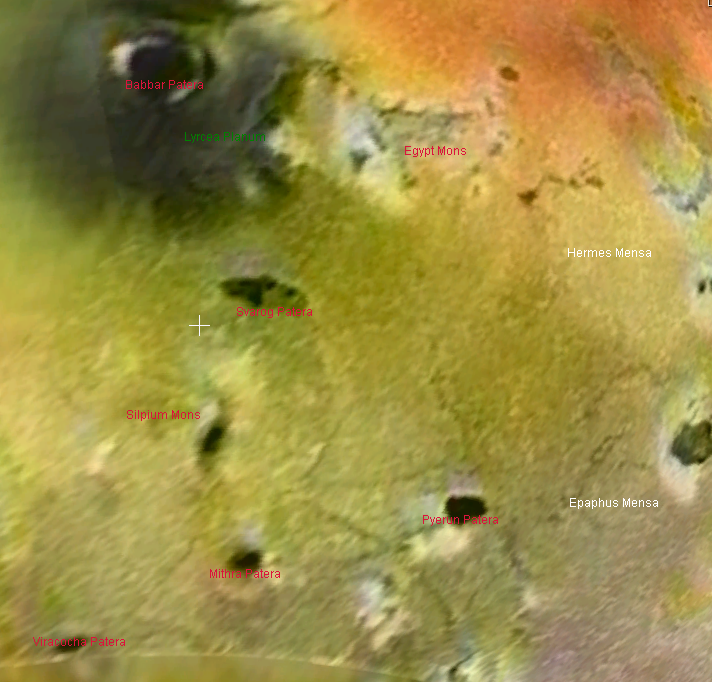
含密特拉火山口在内的区域快照，来自 美国宇航局世界风。

密特拉火山口 （Mithra Patera）是木卫一表面的一座火山口或呈扇贝边缘的不规则火山坑，它的直径约 34 公里，坐标59°02′S 266°29′W / 59.04°S 266.48°W ，其名称取自波斯光明神密特拉，1985年被国际天文联合会正式批准接受。
密特拉火山口的北面坐落了锡尔皮乌姆山、东侧毗邻佩伦火山口，而维拉科查火山口则位于它的西南。